# Jean-Étienne de Cigongne
Jean-Étienne de Cigongne, connu également sous l'appellation de Cigongne-Maupassant (Nantes, 8 juillet 1731 - Saumur, 1813), est un négociant et homme politique français.

## Biographie
Fils de Jean de Cigongne, capitaine d'une compagnie de la milice bourgeoise de Nantes, et de Marie Le Rat, Jean-Étienne de Cigongne est issu d'une famille commerçante de Nantes. Il fut d'abord négociant à Nantes et le long de la vallée de la Loire jusqu'à Saumur en passant par Angers.
Il se marie, à Saumur, le 21 avril 1761 avec Jeanne Maupassant (1737-1774), fille d'une famille de négociant saumurois et sœur de Louis-Charles-César Maupassant. Il est le beau-père de Jean François Mollandin, maire de Chinon, et de Joseph René Jacob de Tigné, trésorier de France de la généralité de Poitiers, maire de Saint-Cyr-en-Bourg.
En 1772, il devient maire et greffier au tribunal de Saumur.
En 1789, il est député du tiers état, et appartint à la majorité de la Constituante.
Le 20 juin 1789, il participe et signe, en tant que député du tiers état, le serment du Jeu de Paume.
Il est désigné président du tribunal de commerce de Saumur.
En l'an VIII, il devient président du Conseil d’arrondissement de Saumur.
En 1800, il redevient maire de Saumur.

### Député du tiers état
Cigongne participe efficacement au travail de l'Assemblée nationale.
Il intervient sur les tribunaux de commerce et sur la dette publique.
Il joue un rôle actif dans le Comité des Subsistances. Négociant en grains, il sait mieux que quiconque le rôle joué par la pénurie des blés dans les émotions populaires ; aussi, propose-t-il, en août 1789, un recensement général des grains, qui est opéré à Saumur et qui permettrait de maîtriser les flux de circulation. Partisan de supprimer la gabelle, mais conscient du poids alarmant de la dette publique (Louis XVI a réuni les États, parce qu'il était en faillite), il propose de créer une gamme variée d'assignats.

## Défense du Saumurois
Lors de la États généraux du 24 janvier 1789, fut ordonné un certain nombre de modifications qui laissaient présager le démantèlement des anciennes provinces royales.
En effet, Le 11 novembre 1789, l'Assemblée Constituante brusque les choses en ordonnant aux députés des anciennes provinces de se concerter, afin de mettre en place un réseau de nouveaux départements d'environ 324 lieues carrées, soit 6 561 km2 actuels.
Des réunions se tiennent aussitôt dans l'hôtel du duc Antoine-César de Choiseul-Praslin, député de la noblesse de la Sénéchaussée d'Angers. Une trentaine de députés (des trois provinces) présents envisagent de rétrocéder des territoires au Poitou et de subdiviser le domaine restant en quatre départements, autour des capitales traditionnelles, Tours, Angers et le Mans, et autour de la ville de Laval, qui récupérerait des terres du Maine et de l'Anjou.

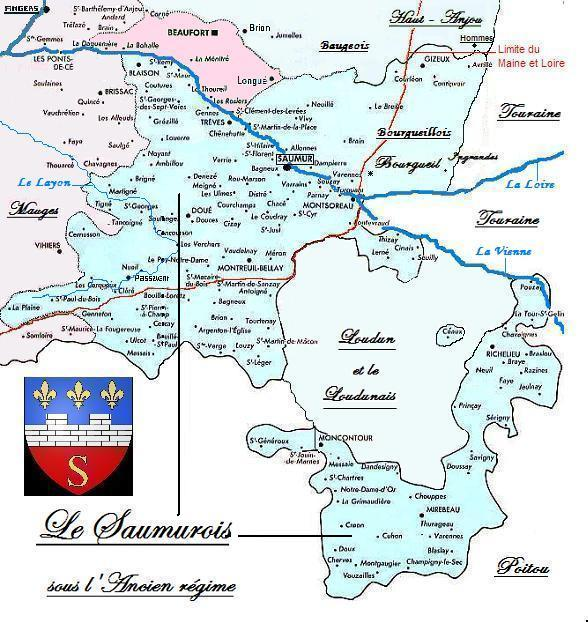
Sénéchaussée de Saumur sous l'Ancien régime

Le 12 novembre 1789, 25 députés (des trois provinces) approuvent ce partage, mais les deux représentants de Saumur, Jean-Étienne de Cigongne et Charles-Élie de Ferrières, se dissocient de cette décision. Les Saumurois plaident en faveur d'un département de Saumur situé au carrefour des trois provinces de l'Anjou, de la Touraine et du Poitou, avec Loudun pour le partage des pouvoirs. Jean-Étienne de Cigongne et Charles-Elie de Ferrières accusent les représentants d'Angers de s'entendre avec leurs collègues du Maine et de Touraine pour le dépeçage de la sénéchaussée de Saumur. Ils les accusent également d'abandonner à la Touraine 24 paroisses anciennement angevines (autour de Château-la-Vallière et de Bourgueil). Le mécontentement grandit, la population de Bourgueil manifeste pour son maintien dans l'Anjou et se solidarise avec Saumur. Pendant ce temps, les représentants de Chinon, à l'instar de ceux de Saumur tentent également de créer leur propre département. Des dissensions apparaissent au sein du conseil municipal de Saumur. Certains représentants de la Noblesse et du Clergé approuvent le découpage proposé par Angers. En décembre de la même année, les Loudunais rompent leur accord avec Saumur.
Le 14 janvier 1790, l'Assemblée nationale décrète que "Saumur et le Saumurois feront partie du département de l'Anjou".
Intégré dans le département de "Mayenne-et-Loire" (futur "Maine-et-Loire"), Saumur tente de partager avec Angers la fonction de chef-lieu. Ayant perdu la partie, les représentants de Saumur proclament que l'alternat entre Angers et Saumur permet de déjouer les intrigues et les cabales qui naissent de la fixité… 
Le lundi 24 mai 1790, ils obtiennent 104 suffrages en faveur de l'alternat, mais 532 voix se prononcent en faveur d'un siège permanent à Angers. Le nouveau département est constitué. L'Assemblée constituante entérine cette structure le 22 juin 1790 et le Roi le 25 juin 1790.
Afin de calmer la susceptibilité des Saumurois, les 36 membres du nouveau conseil du département portent à leur présidence Gilles Blondé de Bagneux (ancien maire de Saumur). Ainsi jusqu'en novembre 1791, le premier président du conseil général de Maine-et-Loire, sera saumurois. Cigongne est désigné président du tribunal de commerce de Saumur.